# Fritz Freitag
Fritz Freitag, född 28 april 1894 i Allenstein, död 20 maj 1945 i Graz, var en tysk SS-Brigadeführer och generalmajor i Waffen-SS och polisen.

## Biografi

### Andra världskriget
Freitag utmärkte sig när han ledde en Kampfgruppe i Volchovfickan på östfronten i juni 1942. Året därpå gavs han befälet över 8. SS-Kavallerie-Division Florian Geyer, men blev sjuk och ersattes av Hermann Fegelein. Från september 1944 till Tysklands kapitulation i maj 1945 anförde Freitag 14. Waffen-Grenadier-Division der SS (galizische Nr. 1) som bland annat stred i Ukraina.
Freitag kapitulerade den 8 maj 1945 inför britterna i Radstadt i Österrike och internerades i ett krigsfångeläger i närheten av Graz. Då Freitag fick veta att han riskerade utlämning till Sovjetunionen, begick han självmord.